# كيلسي ميتشل
كيلسي ماري ميتشل (من مواليد 26 نوفمبر 1993) هى دراجة كندية محترفة، وهى الأكثر كفاءة في سباقات السرعة. تعتبر كيلسي أحد الوافدين المتأخرين نسبيًا إلى هذه الرياضة بعد أن بدأت التدريب في سن 23 عامًا، وهى البطلة الأولمبية لعام 2020، والحاصل على الميدالية البرونزية العالمية لعام 2021، وبطلة ألعاب عموم أمريكا لعام 2019 في سباق السرعة الفردي، بالإضافة إلى بطولة عموم أمريكا لركوب الدراجات على المضمار خمس مرات حصلت الميدالية الذهبية.

## حياة مهنية

### وظيفة مبكرة
لعبت كيلسي العديد من الألعاب الرياضية المختلفة في بداية حياتها، بما في ذلك الجمباز والرينجيت وكرة القدم وكرة السلة. وصفت نفسها لاحقًا بأنها "لم تكن قوية من الناحية الفنية في أي من الألعاب الرياضية ولكن كان لدي الروح الرياضية". التحقت بكل من معهد شمال ألبرتا للتكنولوجيا وجامعة ألبرتا في إدمونتون، ولعبت كرة القدم أثناء وجودها هناك. عند تخرجها في عام 2017 عن عمر يناهز 23 عامًا، شعرت كيلسي أن "الكثير من الأشخاص عندما ينتهون من الدراسة يقررون المضي قدمًا في حياتهم والانتهاء من ممارسة الرياضة. لم يكن لدي هذا الشعور على الإطلاق. كنت أعلم أنها لم تكن النهاية لي." شاركت في ملعب تدريب رويال بنك أف كندا وهو برنامج لتمويل الرياضيين وتحديد المواهب، والذي قادها إلى ركوب الدراجات في المضمار. وفي ذلك الوقت، لم تكن تمتلك دراجة هوائية. على الرغم من أنها بدأت التدريب في ديسمبر الماضي فقط، إلا أنها فازت بلقب سباق السرعة للسيدات في البطولة الكندية 2018.

### 2019–21
كان عام 2019 بمثابة موسم دولي متميز بالنسبة لكيلسي، حيث تحققت نتائج ملحوظة لأول مرة في دوره ألعاب أمريكا 2019 في ليما. فازت بالميدالية الذهبية في سباق السرعة للسيدات بفوزها على صاحبة الميدالية الفضية مارثا بايونا من كولومبيا بزمن قدره 11.449 ثانية. كانت كيلسي أيضًا جزءًا من الفريق الكندي الحائز على الميدالية الفضية في حدث سباق السرعة الجماعي، واحتلت المركز الخامس في كيرين. بعد شهر في بطولة عموم أمريكا لركوب الدراجات على المضمار 2019 في كوتشابامبا، فازت كيلسي بالميدالية الذهبية في سباق السرعة وسباق الفريق، وميدالية برونزية في كيرين. وفي هذه العملية سجلت رقماً قياسياً عالمياً جديداً في سباق 200 متر بزمن قدره 10.154 ثانية. نتائج كيلسي الفردية والجماعية في كوتشابامبا أهلتها للمشاركة لأول مرة في بطولة العالم في نسخة 2020 في برلين. هناك، أقصيت كيلسي ولوريان جينيست في الجولة الأولى من سباق الفريق ولم تتقدم أيضًا في سباق كيرين، لكنها احتلت المركز الرابع في السباق.
كان المقصود من نتائج كيلسي أن تكون بمثابة تمهيد لدورة الألعاب الأولمبية الصيفية 2020 في طوكيو، ولكن بعد وقت قصير من بطولة العالم 2020، تعطل تقويم ركوب الدراجات بأكمله بسبب بداية جائحة كوفيد-19. وفي نهاية المطاف، أجلت الألعاب الأولمبية لمدة عام كامل. لم يتأثر تدريب كيلسي نسبيًا بالوباء، حيث تمكنت هي وزملاؤها من الاستمرار في ميلتون، أونتاريو، لكنهم لم يتمكنوا من المنافسة في أي أحداث تمهيدية. وقالت لاحقًا إن التأخير ربما كان "نعمة مقنعة" بسبب وقت التحضير الإضافي. وعندما حان الوقت، عينت في فريقها الأولمبي الأول. بعد حصولها على المركز الخامس في كيرين، فازت كيلسي بالميدالية الذهبية في سباق السرعة في اليوم الأخير من أولمبياد طوكيو، وحصلت على الميدالية الفضية أولينا ستاريكوفا بفارق دورتين مقابل صفر. كانت ميداليتها هي الميدالية الكندية الرابعة والعشرون للألعاب، والميدالية الذهبية السابعة، والأخيرة تعادل عدد الميداليات الذهبية السابقة غير المقاطعة للأمة منذ عام 1992. وكانت ثاني كندية تفوز بالحدث، بعد لوري آن مونزر. تنافس كيلسي بعد ذلك في بطولة العالم في روبيه، وفازت بميدالية برونزية في سباق السرعة على زميله جينست. كانت هذه أول ميدالية عالمية لكندا في سباق السرعة منذ برونزية مونزر في عام 2004. واحتلت كيلسي المركز الخامس في كيرين، وأقصيت جينست وسارة أوربان في الجولة الأولى من سباق الفريق. أنهت كيلسي الموسم على حلبة UCI المسار دوري أبطال أوروبا التي انشأت حديثًا، لتحتل المركز الثالث في إجمالي أحداث السباق الأربعة.

### 2022 إلى الوقت الحاضر
مع بداية موسم 2022 على حلبة كأس الأمم، حصلت كيلسي على الميداليات الذهبية في غلاسكو وميلتون. عينت في الفريق الكندي لألعاب الكومنولث 2022 في برمنغهام، وأشارت إلى أن ألعاب 2018 كانت مصدر إلهام مبكر لها عندما بدأت التدريب. وفي اليوم الأول من المسابقة، فازت كيلسي وجينست وأوربان بالميدالية الفضية في سباق السرعة للفرق، وهي أول ميدالية كندية في الألعاب. في اليوم التالي، فازت كيلسي بالميدالية الفضية الثانية في سباق السرعة، وخسرت في النهائي أمام النيوزيلندية إليسي أندروز. ولاحظت بعد ذلك أنها "فشلت بعض الشيء، لكنها بذلت كل ما في وسعي. أنا سعيدة بالخروج بالميدالية الفضية". ثم فازت بالميدالية الفضية الثالثة على التوالي في تجربة 500 متر. اختتمت كيلسي برنامج الكومنولث لركوب الدراجات بميدالية برونزية في حدث كيرين للسيدات. بعد أسابيع في بطولة عموم أمريكا لركوب الدراجات على المضمار لعام 2022 في ليما، قدمت كيلسي أداءً مهيمنًا، وفاز بالميداليات الذهبية في العدو الفردي، وسباق الفريق، وكيرين، وحصلت على الميدالية الفضية في حدث اختبار الوقت.
في 2022 دوري أبطال أوروبا UCI، برلين، فازت بميدالية ذهبية في كيرين.